# Сервиљано
Сервиљано (итал. Servigliano) насеље је у Италији у округу Фермо, региону Марке.
Према процени из 2011. у насељу је живело 1431 становника. Насеље се налази на надморској висини од 219 м.

## Становништво
| 1931. | 1936. | 1951. | 1961. | 1971. | 1981. | 1991. | 2001. | 2011. |
| ----- | ----- | ----- | ----- | ----- | ----- | ----- | ----- | ----- |
| 3.269 | 3.236 | 4.119 | 2.854 | 2.506 | 2.382 | 2.348 | 2.323 | 2.347 |